# 金花金龟
金花金龜，又名玫瑰金龜子，是一種金龜子。

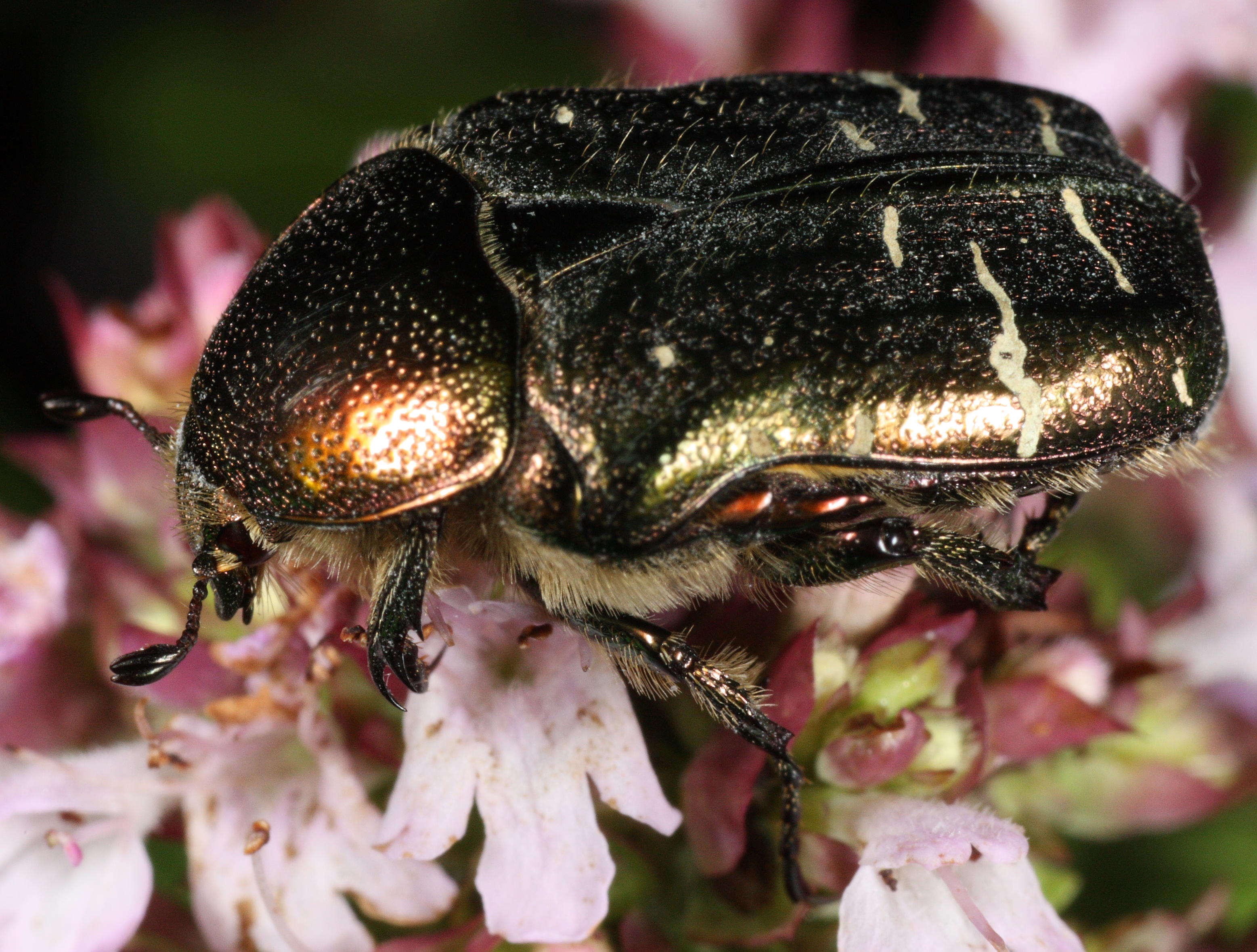

## 特徵

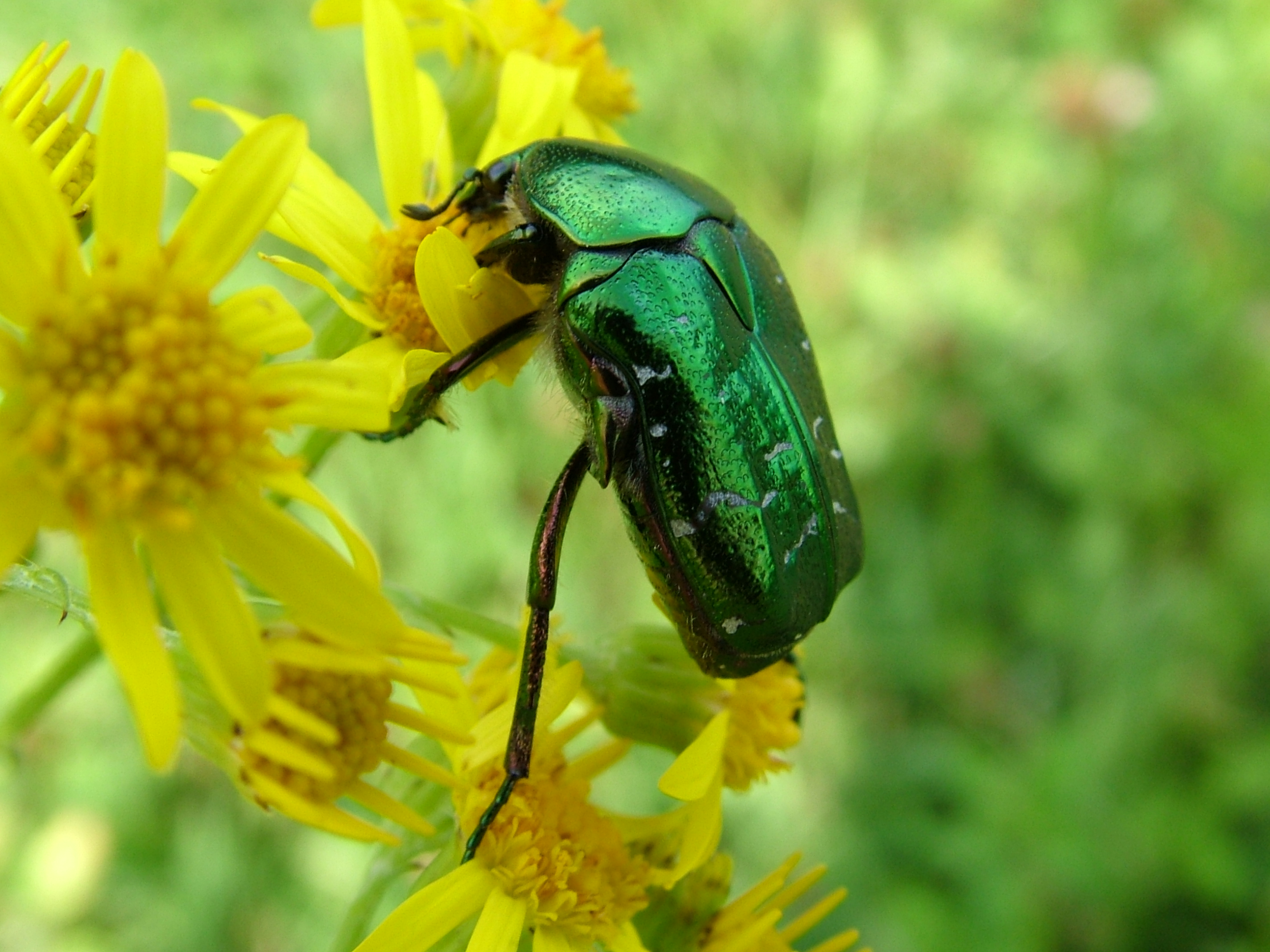
正在覓食的金花金龜。

金花金龜長約20毫米，呈金屬綠色、青銅色、銅色、紫色、藍黑色或灰色。小楯片呈V形，翅鞘間的細小三角形緊接在胸部以下，並有不規則的白紋，下身呈銅色。金花金龜將翅鞘下垂，就可以快速的飛行。牠們吃花、花蜜及花粉，特別鍾情於玫瑰，在5-7月間溫暖的晴天很多時都可以玫瑰上見到牠們。

## 生命周期

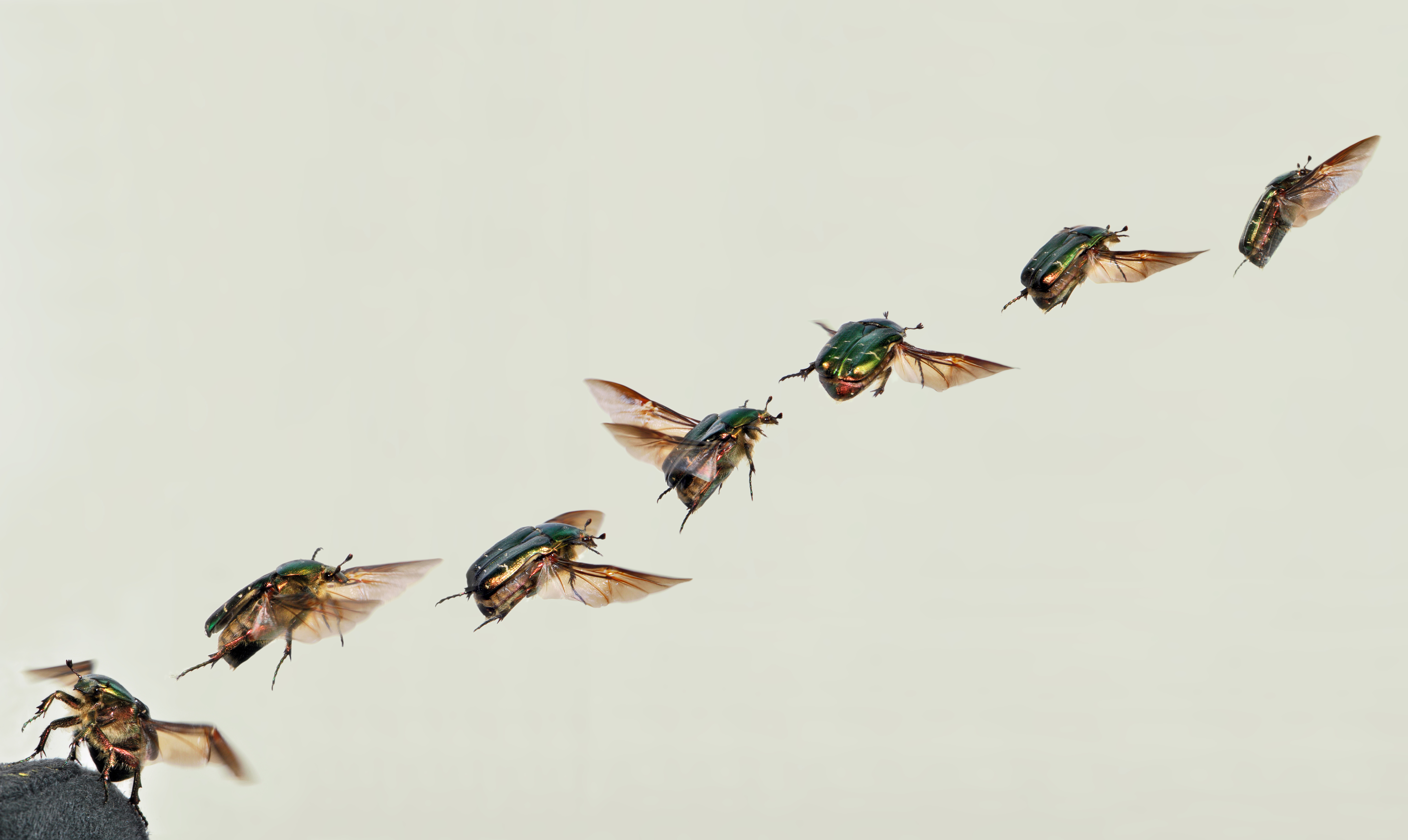
一只金花金龟起飞过程的合成图像

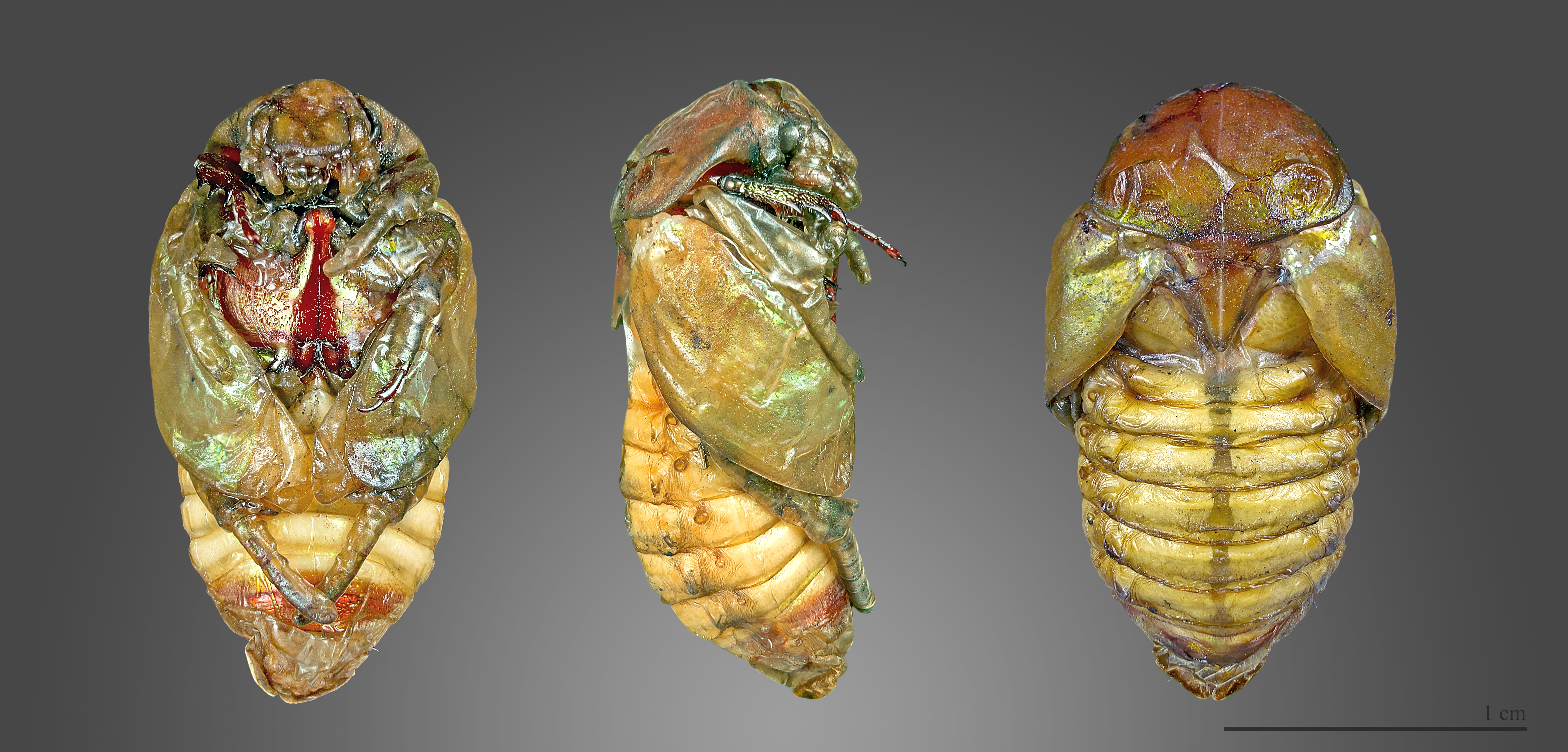
若蟲

金花金龜的幼蟲呈C形，身體堅實褶曲而有毛，頭部及腳都很細小。幼蟲會在任何有食物的地方過冬，包括堆肥、肥料、葉黴或腐朽的木上。幼蟲生長得很快，在秋天前就已經脫殼兩次，並於6-7月開始結蛹。一般會在春天交配的季節成蟲，但有時有些則會在秋天就已成蟲。交配後，雌蟲會在降解中的有機物上產卵，產卵後會死亡。金花金龜的壽命只有兩年

## 分佈
金花金龜分佈在歐洲南部至中部，並英國南部。及中国南方，牠們是有益的腐生生物，其幼蟲像蚯蚓般可以幫助製造肥料。

## 外部連結

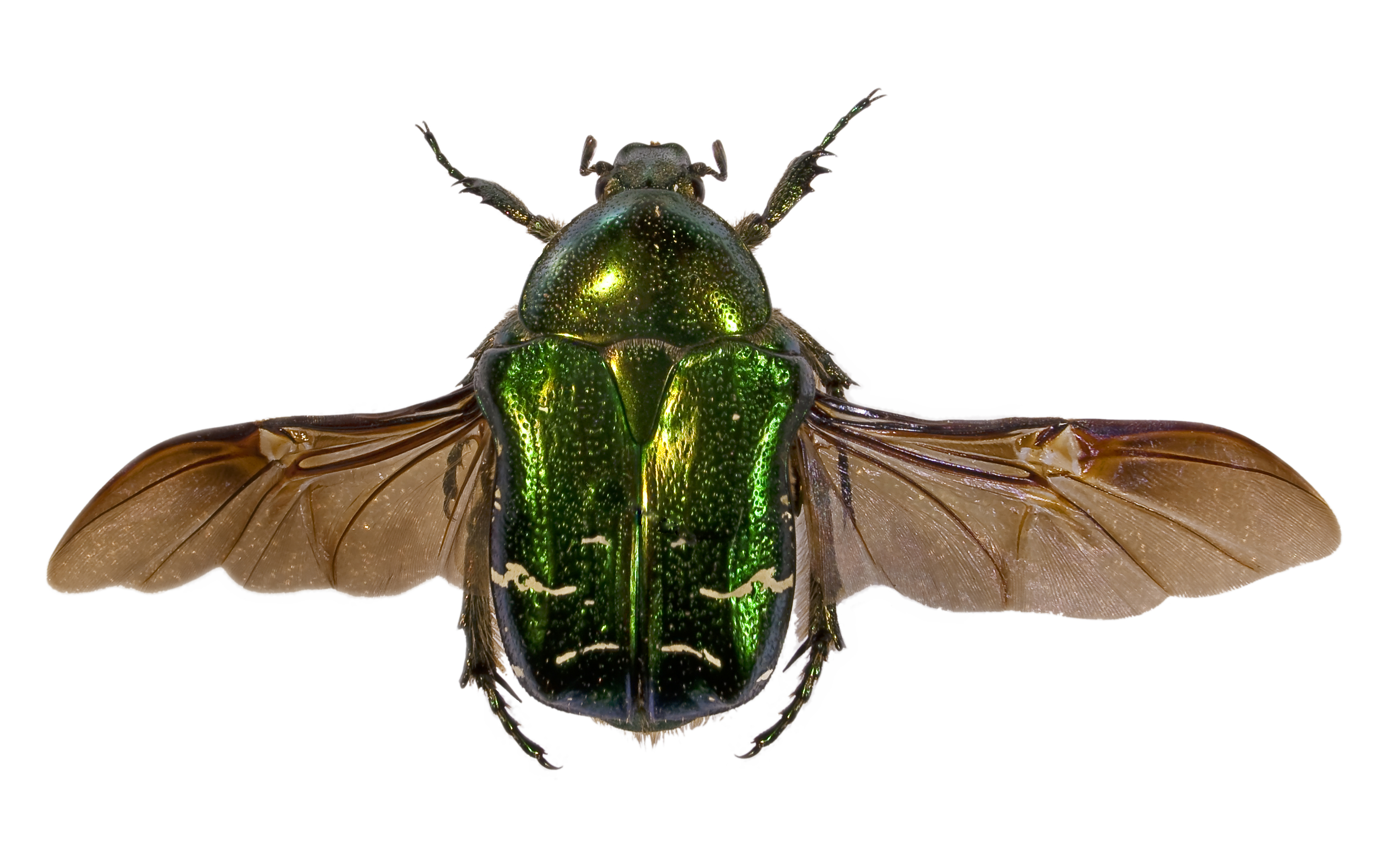
延伸的翅膀

- La Cétoine Dorée (Cetonia aurata) (Coléoptère Cetoniidae) （页面存档备份，存于）
- 金花金龜的圖片(1) （页面存档备份，存于）
- 金花金龜的圖片(2) （页面存档备份，存于）
- 金花金龜的圖片(3) （页面存档备份，存于）